# Aulacus flindersbaudini
Aulacus flindersbaudini är en stekelart som beskrevs av Jennings, Austin och Stevens 2004. Aulacus flindersbaudini ingår i släktet Aulacus och familjen vedlarvsteklar. Inga underarter finns listade.